# Crematogaster ranavalonae
Crematogaster ranavalonae es una especie de hormiga acróbata del género Crematogaster, categorizada en la tribu Crematogastrini, de la subfamilia Myrmicinae. Fue descrita por Forel en 1887.

## Distribución
Se distribuye por África: Madagascar.

## Hábitat
Habita en bosques lluviosos, secos tropicales y montañosos, en bordes de carretera, vegetación baja, la hojarasca, sobre la madera podrida, en nidos y troncos de árboles. Se ha encontrado a elevaciones de 2-1550 m s. n. m.